# William Haile (Mississippipolitiker)
William Haile, född 4 juli 1800, död i mars 1837 i Mississippi, var en amerikansk politiker. Han var ledamot av USA:s representanthus 1826–1828.
Kongressledamot Christopher Rankin avled 1826 i ämbetet och efterträddes av Haile. Han efterträddes i sin tur 1828 av Thomas Hinds.